# Llista de monuments de Pobles de l'Oest (València)
Monuments i béns immobles catalogats com a béns d'interés cultural (BIC) i béns immobles de rellevància local (BRL) del districte de Pobles de l'Oest de València.
.

## Monuments d'interés local
| Monument                                               | Prot.? | Estil/època | Localització                             | Coordenades                                          | Codi?          | Imatge |
| ------------------------------------------------------ | ------ | ----------- | ---------------------------------------- | ---------------------------------------------------- | -------------- | --- |
| Capella del col·legi Avemaria                          | BRL    | 1914        | València C. Campament, 55-61             | 39° 30′ 04″ N, 0° 25′ 24″ O / 39.501°N,0.423333°O    | 46.15.250-409  | Capella del col·legi Avemaria (València) · Vegeu més fotos d'aquest monument · Carregueu una nova foto d'aquest monument                          |
| Cementeri de Benimàmet                                 | BRL    | 1909        | València Pl. Navarrés, Benimàmet         | 39° 30′ 23″ N, 0° 25′ 25″ O / 39.506389°N,0.423611°O | 46.15.250-E169 | Cementeri de Benimàmet (València) · Vegeu més fotos d'aquest monument · Carregueu una nova foto d'aquest monument                                 |
| Església parroquial de Sant Jaume Apòstol de Beniferri | BRL    |             | València Pl. Doctor Seguer, 4, Beniferri | 39° 29′ 48″ N, 0° 24′ 19″ O / 39.496586°N,0.405172°O | 46.15.250-286  | Església parroquial de Sant Jaume Apòstol de Beniferri (València) · Vegeu més fotos d'aquest monument · Carregueu una nova foto d'aquest monument |
| Església parroquial Sant Vicent Màrtir (Benimàmet)     | BRL    |             | València Pl. Doctor Ximeno, 3            | 39° 30′ 08″ N, 0° 25′ 57″ O / 39.502319°N,0.432501°O | 46.15.250-275  | Església parroquial Sant Vicent Màrtir de Benimàmet (València) · Vegeu més fotos d'aquest monument · Carregueu una nova foto d'aquest monument    |
| Església parroquial Avemaria i Sant Josep              | BRL    |             | València C. Campament, 76, Benimàmet     | 39° 30′ 02″ N, 0° 25′ 32″ O / 39.500535°N,0.425438°O | 46.15.250-276  | Església parroquial Avemaria i Sant Josep (València) · Vegeu més fotos d'aquest monument · Carregueu una nova foto d'aquest monument              |

## Nuclis històrics tradicionals
| Monument                    | Prot.? | Estil/època    | Localització       | Coordenades                                          | Codi?         | Imatge |
| --------------------------- | ------ | -------------- | ------------------ | ---------------------------------------------------- | ------------- | --- |
| Nucli primitiu de Beniferri | BRL    | època islàmica | València Beniferri | 39° 29′ 47″ N, 0° 24′ 18″ O / 39.496389°N,0.405°O    | 46.15.250-403 | Nucli de Beniferri (València) · Vegeu més fotos d'aquest monument · Carregueu una nova foto d'aquest monument |
| Nucli primitiu de Benimàmet | BRL    | època islàmica | València Benimàmet | 39° 29′ 55″ N, 0° 25′ 08″ O / 39.498611°N,0.418956°O | 46.15.250-405 | Nucli de Benimàmet · Vegeu més fotos d'aquest monument · Carregueu una nova foto d'aquest monument            |

## Espais etnològics d'interès local
| Monument                                                               | Prot.? | Estil/època               | Localització                                                                              | Coordenades                                          | Codi?           | Imatge |
| ---------------------------------------------------------------------- | ------ | ------------------------- | ----------------------------------------------------------------------------------------- | ---------------------------------------------------- | --------------- | --- |
| Alqueria de Mossén Povo                                                | BRL    | s.XVII, principis s.XVIII | València Entrada alqueria Mossén Povo, 4                                                  | 39° 29′ 45″ N, 0° 25′ 33″ O / 39.495833°N,0.425833°O | 46.15.250-E436  | Alqueria de Mossén Povo (València) · Vegeu més fotos d'aquest monument · Carregueu una nova foto d'aquest monument                                                  |
| Llengües de Burjassot-Benicalap                                        | BRL    | anterior al s.XIII        | València A prop de la plaça del Canonge, Benimàmet                                        | 39° 29′ 47″ N, 0° 24′ 45″ O / 39.496467°N,0.412372°O | 46.15.250-E12   | Llengües de Burjassot-Benicalap (València) · Vegeu més fotos d'aquest monument · Carregueu una nova foto d'aquest monument                                          |
| Molí de Bonany                                                         | BRL    | Inici del s.XV            | València Carretera CV 367 de València a Paterna, uns cinc-cents metres abans de Benimàmet | 39° 29′ 50″ N, 0° 24′ 43″ O / 39.497111°N,0.412083°O | 46.15.250-E347  | Molí de Bonany (València) · Vegeu més fotos d'aquest monument · Carregueu una nova foto d'aquest monument                                                           |
| Retaule ceràmic de la Mare de Déu dels Desemparats, Carrer Carnisseria | BRL    | ca.1800                   | València C. Carniceria, 7, Benimàmet                                                      | 39° 29′ 53″ N, 0° 25′ 07″ O / 39.498167°N,0.418522°O | 46.15.250-E269  | Retaule ceràmic de la Mare de Déu dels Desemparats al carrer Carnisseria (València) · Vegeu més fotos d'aquest monument · Carregueu una nova foto d'aquest monument |
| Retaule ceràmic de la Mare de Déu dels Desemparats, carrer Pilota      | BRL    |                           | València C. Pilota, 3                                                                     | 39° 29′ 56″ N, 0° 25′ 02″ O / 39.498789°N,0.417172°O | 46.15.250-E270  | Retaule ceràmic de la Mare de Déu dels Desemparats al carrer Pilota (València) · Vegeu més fotos d'aquest monument · Carregueu una nova foto d'aquest monument      |
| Retaule ceràmic de Sant Francesc de Paula, plaça Doctor Ximeno         | BRL    |                           | València Pl. Doctor Ximeno, 6                                                             | 39° 29′ 51″ N, 0° 25′ 08″ O / 39.497489°N,0.418783°O | 46.250.250-1011 | Retaule ceràmic de Sant Francesc de Paula a la plaça Doctor Ximeno (València) · Vegeu més fotos d'aquest monument · Carregueu una nova foto d'aquest monument       |
| Retaule ceràmic de Sant Francesc de Paula, carrer Vallada              | BRL    | final s.XIX               | València C. Vallada, 3                                                                    | 39° 29′ 58″ N, 0° 25′ 04″ O / 39.499444°N,0.417708°O | 46.250.250-E268 | Retaule ceràmic de Sant Francesc de Paula al carrer Vallada (València) · Vegeu més fotos d'aquest monument · Carregueu una nova foto d'aquest monument              |
| Retaule ceràmic de Sant Francesc de Paula, plaça de la Tenda           | BRL    | 1871                      | València Pl. de la Tenda, 3                                                               | 39° 29′ 51″ N, 0° 25′ 04″ O / 39.497539°N,0.417658°O | 46.250.250-E272 | Retaule ceràmic de Sant Francesc de Paulaa la plaça Tenda (València) · Vegeu més fotos d'aquest monument · Carregueu una nova foto d'aquest monument                |
| Retaule ceràmic de Santa Gertrudis, València                           | BRL    | Finales del s.XIX         | València C. Titaigües, 9                                                                  | 39° 29′ 51″ N, 0° 25′ 05″ O / 39.497558°N,0.418042°O | 46.250.250-E274 | Retaule ceràmic de Santa Gertrudis (València) · Vegeu més fotos d'aquest monument · Carregueu una nova foto d'aquest monument                                       |
| Retaule ceràmic del Santíssim Sagrament en carrer Miquel Agraït        | BRL    | Final del s.XIX           | València C. Miquel Agraït, 8                                                              | 39° 29′ 53″ N, 0° 25′ 05″ O / 39.498194°N,0.417986°O | 46.250.250-E273 | Retaule ceràmic del Santíssim Sagrament al carrer Agraït (València) · Vegeu més fotos d'aquest monument · Carregueu una nova foto d'aquest monument                 |